# Marco Arop
Marco Rau Arop (Jartum, Sudán, 20 de septiembre de 1998) es un deportista canadiense que compite en atletismo, especialista en las carreras de mediofondo.
Participó en dos Juegos Olímpicos de Verano, en los años 2020 y 2024, obteniendo una medalla de plata en París 2024, en la prueba de 800 m.
Ganó dos medallas en el Campeonato Mundial de Atletismo, en los años 2022 y 2023, en la prueba de 800 m.
Nació en Sudán, de donde son sus padres, y se crio en Egipto y Canadá. Estudió el grado en Sistemas de Información Empresariales en la Universidad Estatal de Misisipi.

## Palmarés internacional
| Juegos Olímpicos   | Juegos Olímpicos        | Juegos Olímpicos  | Juegos Olímpicos |
| Año                | Lugar                   | Medalla           | Prueba           |
| ------------------ | ----------------------- | ----------------- | ---------------- |
| 2024               | París (Francia)         | Medalla de plata  | 800 m            |
| Campeonato Mundial |                         |                   |                  |
| Año                | Lugar                   | Medalla           | Prueba           |
| 2022               | Eugene (Estados Unidos) | Medalla de bronce | 800 m            |
| 2023               | Budapest (Hungría)      | Medalla de oro    | 800 m            |